# Rösträtt
Rösträtt innebär rättigheten att rösta i bland annat allmänna politiska val. Med allmän rösträtt menar man att alla medborgare i en stat eller medlemmar i en kommun har rätt att rösta, om de nått en viss ålder. Valmanskår är en beteckning för kollektivet av samtliga personer som har rösträtt i ett visst politiskt val. Rösträtten kan delas in i valrätt (val av person till en viss uppgift) och voteringsrätt (avgörandet av en sakfråga).

## Rösträtt i Sverige
I val till Sveriges riksdag har samtliga svenska medborgare som bor eller som någon gång bott i Sverige och som senast på valdagen fyller 18 år rösträtt. Utomlands boende svenska medborgare upptas i röstlängd till 10 år efter utflyttandet, och skall om de fortsatt vill rösta därefter vart 10 år skriftligen meddela sin adress till Skatteverket. Dock accepteras ändå en röst från en utlandssvensk om den avges senast dagen före valdagen, även om personen inte tidigare är upptagen i röstlängden. Rösträtt till riksdagen regleras i Regeringsformen. En svensk medborgare kan inte bli fråntagen sin rösträtt med mindre än att man blir av med sitt medborgarskap. 
I val till kommunfullmäktige och regionfullmäktige har svenska medborgare från 18 års ålder som är folkbokförda i respektive kommun och region rösträtt. Utländska medborgare som har bott och varit folkbokförda i Sverige i tre år har också rösträtt till dessa församlingar i de kommuner och regioner där de är folkbokförda (med undantag för medborgare från EU, Norge och Island som endast behöver varit folkbokförda i 30 dagar samt i förväg anmält önskan att rösta). Rösträtt i kommunala val bestäms i kommunallagen.
I val till Europaparlamentet har samtliga rösträtt som har rösträtt i riksdagsvalet. I varje medlemsland i EU väljer man ledamöter till de platser i parlamentet som det landet har. Även medborgare i andra EU-länder kan ha rösträtt beträffande de svenska ledamöterna om de är folkbokförda i Sverige och har anmält att de vill rösta i Sverige i Europaparlamentsvalet i stället för i sitt eget land; en EU-medborgare får bara rösta i ett EU-land, men det behöver inte vara i det land där denne är medborgare. Personer med dubbla medborgarskap som exempelvis finskt och svenskt kan rösta i både Finland och Sverige då ingen kontroll sker ifall man redan avlagt en röst och har därför större möjlighet att påverka parlamentets sammansättning.
Även kungen och kungafamiljen har rösträtt i och med 1974 års regeringsform. De har valt att inte rösta ändå och motiverar det med att kungafamiljen av tradition inte röstat.
Medlemmar i Svenska kyrkan har rösträtt i kyrkovalen.

## Historia

### Rösträttens utveckling i Sverige

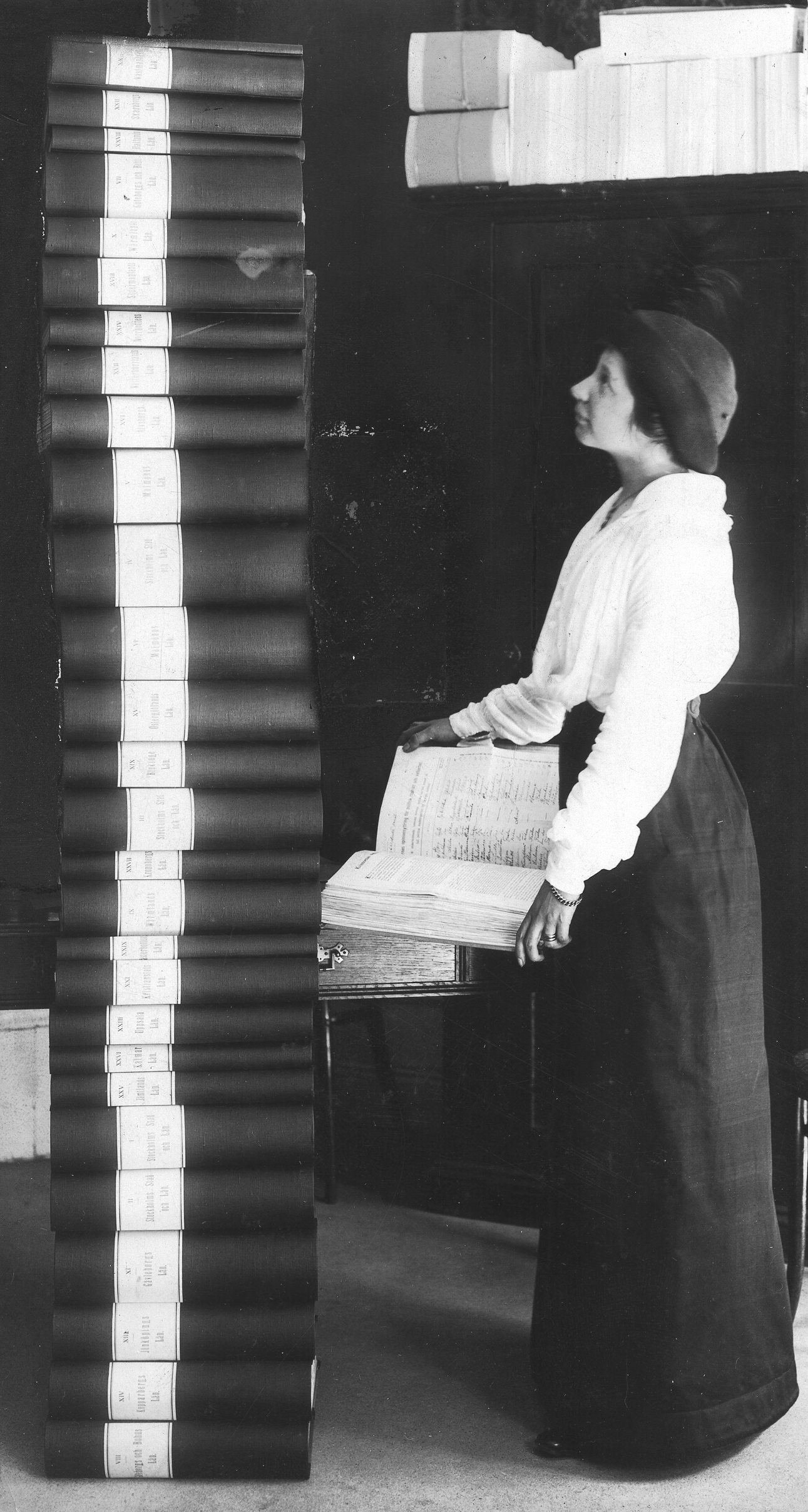
Elin Wägner (1914) inför de 30 banden med 351 454 underskrifter som krävde kvinnlig rösträtt.

1866 upplöstes ståndsriksdagen och tvåkammarsystemet infördes. Under slutet av 1800-talet var det dock fortfarande endast en liten del av befolkningen som hade rösträtt. För rösträtt krävdes en taxerad årsinkomst av lägst 800 riksdaler eller fast egendom med lägst 1 000 riksdalers taxeringsvärde eller arrende av jordbruksfastighet av ett bestämt värde. Endast män över 21 år hade rösträtt till andra kammaren och ett krav var dessutom att skatt hade betalats under de senaste 10 åren. Endast drygt 20 % av den vuxna manliga befolkningen hade rösträtt 1866, men på grund av ökande inkomster, hade andelen ökat till cirka 60 % 1908. Till andra kammaren var det lika rösträtt, medan den kommunala rösträtten var inkomstgraderad så att en enskild person kunde ha ett mycket stort antal röster. I städerna infördes 1868 en begränsning till max 100 röster eller 2 % av rösterna. Först 1901 infördes motsvarande begränsning på landet men till max 5 000 röster eller 10 % av totala röstetalet. Även myndiga ogifta kvinnor samt bolag kunde från 1862 ha kommunal rösträtt om de uppfyllde övriga kriterier. Tanken bakom systemet var att personer som betalade mycket skatt hade rätt att påverka användningen av skattepengarna. Avsikten var också att skapa ett mått av stabilitet, då ett samhälle inte antogs tåla för stora spänningar mellan ekonomiska resurser och politiskt ansvar. Systemet innebar också att många förlorade sin rösträtt i samband med ekonomiska kriser.
Rösträttsfrågan utgjordes av den utbredda debatten kring rösträtt i Sverige under början av 1900-talet, under ledning av Rösträttsrörelsen.
En bidragande orsak, som gav stöd åt rösträttskraven, var införandet av allmän värnplikt. Medborgare skulle ha skyldighet att ta till vapen till landets försvar men samtidigt sakna rösträtt. I början av 1900-talet rådde en bred enighet om att rösträttsfrågan måste få en lösning. Socialdemokrater och liberaler förespråkade majoritetsval till andra kammaren. Högern ville ha proportionella val, men med vissa begränsningar i systemet som försvårade radikala samhällsförändringar. 
Efter en stor valframgång 1905 bildade Karl Staaff (lib) regering med en rösträttsreform som viktigaste programpunkt. Regeringen föll dock då den högerdominerade förstakammaren motsatte sig förslaget om majoritetsval i enmansvalkretsar. Istället blev det Regeringen Lindman (höger) som i riksdagen 1907–1909 drev igenom en grundlagsändring som införde proportionella val med allmän rösträtt för män. Till andra kammaren var det lika rösträtt, men i kommunala val infördes en 40-gradig inkomstbaserad röstskala. För rösträtt till andra kammaren krävdes dessutom fullgjord värnplikt och erlagd skatt till både stat och kommun i minst tre år (så kallad ordentlighetsstreck). Dessutom uteslöts fängelseinterner och de som var omhändertagna av fattigvården. Även gifta kvinnor (tidigare endast ogifta och änkor) fick kommunal rösträtt, om inkomstkraven var uppfyllda. Bolag förlorade däremot rösträtt. Rösträttsåldern höjdes till 24 år. Grundlagsändringen bekräftades i riksdagen 1909 och i andrakammarvalet 1911 tillämpades de nya reglerna för första gången. 
Trots att det nya valsystemet 1909 gav rösträtt till en majoritet av den manliga produktiva befolkningen fick 283 000 svenska män inte rösta i valet 1911. 
År 1918 infördes allmän och lika rösträtt i kommunala val för män.

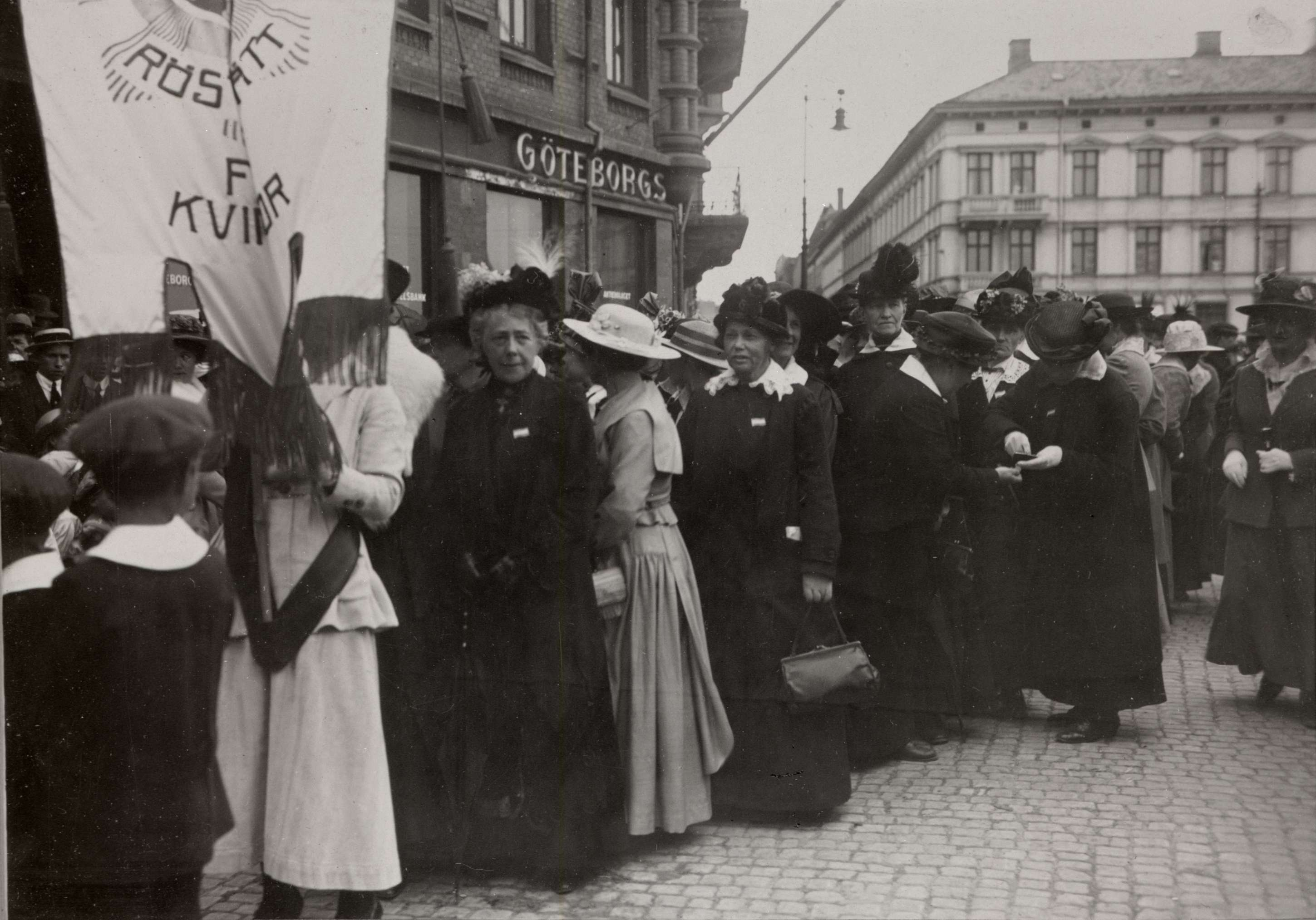
Ett demonstrationståg för kvinnorösträtten i Göteborg i juni 1918.

Under trycket av den våg av revolutioner som skakade Europa vid slutet av första världskriget beslutade riksdagen om allmän och lika rösträtt för kvinnor och män den 24 maj 1919. Reformen genomfördes efter förslag från en koalitionsregering bestående av liberaler och socialdemokrater. Åldersgränsen sattes till 23 år vid val till riksdag och kommun. Dessutom skulle man ha betalat kommunalskatt under ett av de tre år som föregick valet. Man fick inte heller vara försatt i konkurs, ej vara förklarad omyndig eller under längre period erhållit understöd av fattigvården, eller förlorat sin rätt genom straffrätten. År 1921 hölls de första valen till andra kammaren där kvinnor deltog.
Ordentlighetsstrecken innebar att cirka 4 % förlorade sin rösträtt efter 1919, fler män än kvinnor, och fler i städerna än på landet. De flesta män föll på kravet på betald kommunalskatt och de flesta kvinnor på att de erhöll understöd från fattigvården. I några städer innebar reglerna att 25 % av männen saknade rösträtt.
Ordentlighetsstrecken avskaffades successivt. Kravet på genomförd värnplikt för rösträtt för män togs bort 1922, och fängelseinterner erhöll rösträtt 1937. 1945 utsträcktes rösträtten till dem som fick understöd från fattigvård (dåtidens socialbidrag) och till dem som befann sig i personligt konkurstillstånd. 
1989 fick slutligen alla svenskar över 18 år rösträtt då begreppet omyndigförklaring avskaffades.
1968 fick utlandsboende svenska medborgare rösta. 
Rösträttsåldern sänktes 1945 från 23 till 21 år, 1965 från 21 till 20 år, 1969 från 20 till 19 år, och 1975 till 18 år. Före 1975 krävdes dessutom att rösträttsåldern uppnåtts senast året före valet.

### Rösträttens införande i Finland
I Finland infördes allmän och lika rösträtt, liksom även valbarhet, till lantdagen för såväl män som kvinnor i samband med reformerna revolutionsåret 1906. Finland var därmed det första landet i Europa som hade allmän och lika rösträtt för såväl män som kvinnor och det första landet i världen som även hade lika valbarhet för kvinnor och 19 st blev invalda. Dock hade Finland bara begränsat självstyre fram till 1917 då landet blev fritt från Ryssland.

### Rösträttens införande i USA
I territorierna Wyoming och Utah fick kvinnor rösträtt 1869 och 1871. Först 1920 fick vita kvinnor rösträtt nationellt. Svarta män fick rösträtt 1870 efter inbördeskriget; medan icke-vita kvinnor fick rösträtt 1965 i USA.

### Rösträttens införande i Australien
I delstaten South Australia fick förmögna kvinnor rösträtt 1861.

### Rösträttens införande i Schweiz
I Schweiz infördes allmän rösträtt 1971 i riksvalet. I lokalval kämpade kantonen Appenzell Innerrhoden länge emot och först 1990 fick kvinnor rösträtt i lokalval där.

### Rösträtt i Liechtenstein
Det sista landet i Västeuropa som kvinnor fick rösträtt i var Liechtenstein. Det skedde 1984.